# Amfreville-les-Champs, Eure

Amfreville-les-Champs este o comună în departamentul Eure, Franța. În 1 ianuarie 2022 avea o populație de 444 de locuitori.